# Absolut (perfumeria)

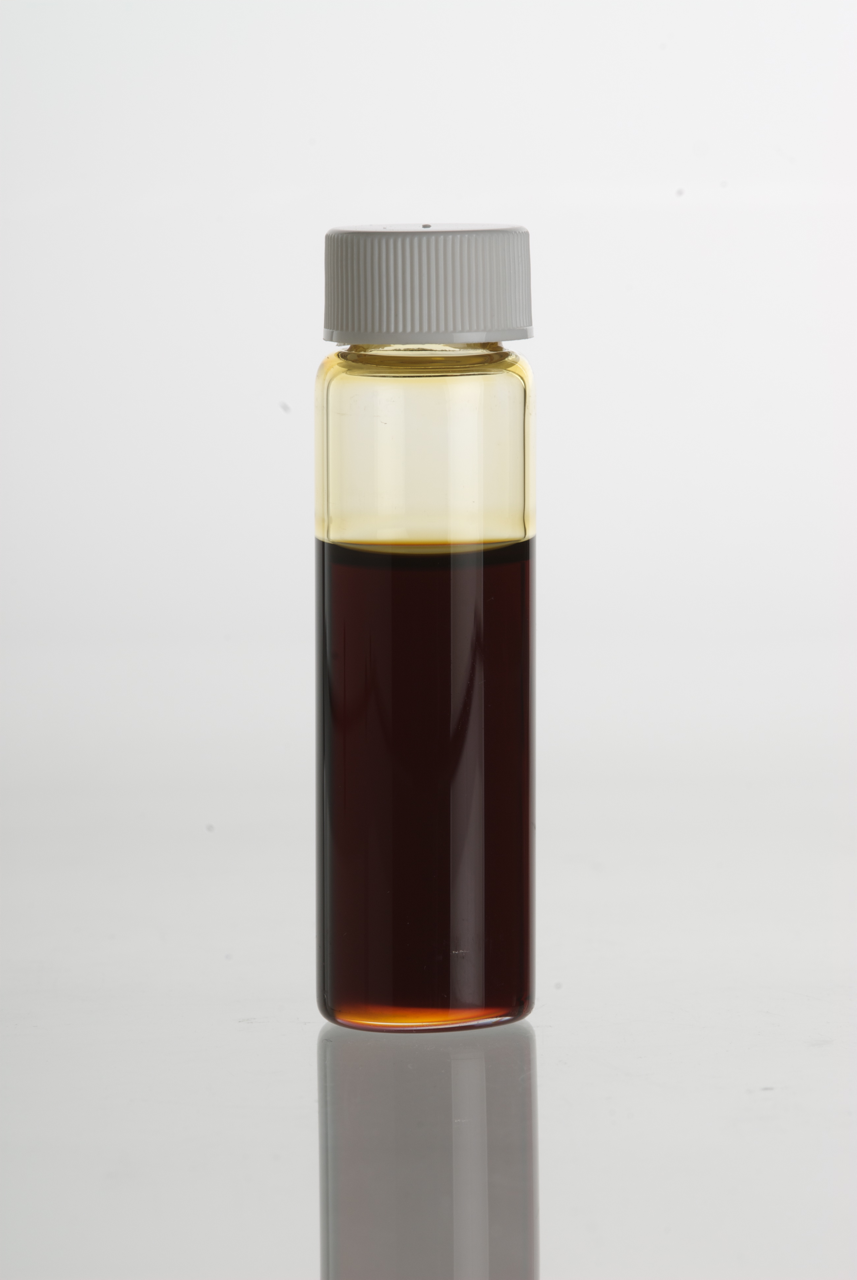
Absolut de gessamí (Jasminum officinale).

Els absoluts són extractes essencials de plantes, similars als olis essencials, que s'obtenen per extracció amb dissolvents. S'utilitzen en perfumeria i aromateràpia.

## Producció
En primer lloc, el material vegetal s'extreu amb un dissolvent hidrocarbur, com l'hexà, per obtenir un concret que posteriorment s'extreu amb etanol. L'extracte d'etanol es refreda (per exemple, a -15 °C) per solidificar-ne les ceres i es filtra en fred per tal d'obtenir-ne un extracte líquid. En evaporar l'etanol, s'obté l'absolut.
Tradicionalment, es macerava el material vegetal en greixos vegetals o animals (enfleurage) per tal d'obtenir-ne el concret, que posteriorment es tractava amb etanol per tal d'obtenir-ne l'absolut.

## Caràcter i ús
Algunes matèries primeres són massa delicades o massa inertes per ser destil·lades al vapor i només es pot produir la seva aroma mitjançant extracció amb dissolvents. Exemples d'aquestes són Jasminum officinale i la cera d'abella. Entre els absoluts més emprats en perfumeria s'inclouen els de rosa, gessamí, tuberosa, ylang-ylang, mimosa, borònia, lavanda, lavandí, gerani, sàlvia romana, violeta, molsa de roure i fava tonca.
L'oli de rosa, l'absolut de gessamí, l'absolut de tuberosa i l'oli de flors de taronja són valuosos ingredients emprats en perfumeria i com a aromatitzants.